# Villaquilambre
Villaquilambre est une commune d'Espagne dans la province de León, communauté autonome de Castille-et-León. Elle s'étend sur 52,69 km2 et comptait environ 18 647 habitants en 2024.

## Géographie
Villaquilambre est une municipalité située à environ 5 km au nord de León sur la rive droite de la rivière Torío. Le point culminant de la municipalité est l'Alto de la Vallina Fonda, qui culmine à 1 028 m et l'altitude moyenne est de 870 m. À l'ouest se trouve la municipalité de Sariegos , au nord la municipalité de Garrafe de Torío et à l'est la municipalité de Valdefresno . Villaquilambre se trouve à la frontière entre la large vallée au sud, où le Río Torío se jette dans le Río Bernesga et les monts Cantabriques au nord.

## Évolution démographique
| Année      | 1842  | 1950  | 1981  | 1991  | 2001  | 2018   | 2024    |
| ---------- | ----- | ----- | ----- | ----- | ----- | ------ | ------- |
| Population | 1 202 | 3 426 | 4 059 | 5 298 | 9 772 | 18 666 | 18 647. |

## Économie
L’activité économique a considérablement changé ces dernières années en raison de la forte croissance démographique. L’emploi est principalement tertiaire et secondaire, remplaçant l’agriculture qui prédominait il y a quelques années.

## Caractéristiques touristiques
À Navatejera se trouvent les vestiges d'une villa romaine avec des mosaïques et des vestiges de thermes. Les outils agricoles trouvés sur ce site sont exposés au Musée de León.